# Xah Malik
- Per l'amir de Tamerlà anomenat a les fonts tant Xah Malik com Malik Xah, vegeu Xah Màlik (amir)

Yagbhu Abu l-Fawaris Shah Malik ibn Ali fou un sobirà turc dels oghuz amb seu a Djand al baix Sir Darya i a Coràsmia, al segle xi. Portava els lakabs d'Husam al-Dawla i Nizam al-Milla. Era fill de Yagbhu Ali, cap de la fracció dels oghuz oposada a la fracció que tenia per dirigents a la família seljúcida. El títol de yagbhu, tradicional dels oghuz, equivalia a emir o kan.
Per la seva rivalitat amb eel grup rival oghuz, Shah Malik va fer aliança amb el sultà Masud ibn Mahmud de Gazni, en guerra contra els seljúcides i el 1038 el sultà el va nomenar governador de Coràsmia, territori que va ocupar sense dificultat. Però després de la batalla de Dandankan al Khurasan el 23 de maig de 1040, en què Toghril Beg i Čaghri Beg van derrotar els gaznèvides, no va trigar a ser expulsat de Coràsmia (1043) i va fugir al sud cap a Makran, creuant Pèrsia. Va poder arribar a Makran però allí fou capturat mort per orde de Čaghri Beg i la seva nissaga es va extingir. Probablement abans del 1043 Djand ja havia caigut en mans dels cumans o kiptxaks (el que li va impedir retornar a aquesta zona) i després va passar als seljúcides.